# Ramadi (distrito)
O distrito de Ramadi (em árabe: قضاء الرمادي, lit. 'Ar-Ramadi') é um distrito da província de Ambar, no Iraque. A sua capital é Ramadi.